# Psara prumnides
Psara prumnides is een vlinder uit de familie van de grasmotten (Crambidae). De wetenschappelijke naam van de soort is voor het eerst geldig gepubliceerd in 1895 door Herbert Druce.
De soort komt voor in Mexico en Costa Rica.
1. ↑  Beccaloni, G.W., Scoble, M.J., Robinson, G.S. & Pitkin, B. (Editors). (2003). The Global Lepidoptera Names Index (LepIndex). (Geraadpleegd maart 2013).